# أرت سيمونز
أرت سيمونز (بالإنجليزية: Art Simmons)‏ هو عازف جاز وعازف بيانو أمريكي، ولد في 5 فبراير 1926 في Glen White, West Virginia ‏ في الولايات المتحدة، وتوفي في 23 أبريل 2018 في بيكلي في الولايات المتحدة.

## وصلات خارجية
- أرت سيمونز على موقع IMDb (الإنجليزية)
- أرت سيمونز على موقع ميوزك برينز (الإنجليزية)
- أرت سيمونز على موقع ديسكوغز (الإنجليزية)